# Philipp Haeuser
Philipp Haeuser (* 23. April 1876 in Kempten (Allgäu); † 25. Februar 1960 in Augsburg) war römisch-katholischer Pfarrer und Anhänger des Nationalsozialismus.

## Leben
Bis 1897 besuchte Haeuser das Carl-von-Linde-Gymnasium Kempten, seit 1897 das Priesterseminar Georgianum in München. Am 20. Juli 1899 wurde er zum Priester geweiht. Vom 1. September 1900 bis zum 31. Dezember 1909 war er Studienpräfekt am Studienseminar in Neuburg an der Donau. Parallel zu seinen kirchlichen Tätigkeiten betrieb er in dieser Zeit Forschungen zur altchristlichen Literatur, am 7. Juli 1911 wurde er an der Albert-Ludwigs-Universität Freiburg zum Doktor der Theologie promoviert. In seiner Dissertation befasste sich Haeuser mit dem Barnabas-Brief. In der Folge veröffentlichte Haeuser weitere theologische Werke, in denen sich immer wieder antisemitische Tendenzen zeigten. Ab 1928 übernahm er die Übersetzung der Kirchengeschichte des Eusebius von Caesarea, die 1932 im Druck erschien. Haeusers Übersetzung ist noch heute Grundlage der maßgeblichen Ausgabe.
Gleichzeitig engagierte sich Haeuser politisch auf Seiten des rechtskonservativen und deutschnationalen Spektrums. 1921 veröffentlichte er die Broschüre Wir deutschen Katholiken und die moderne revolutionäre Bewegung oder Los vom Opportunismus und zurück zur Prinzipientreue (Regensburg, Manz-Verlag), in der er den politischen Katholizismus mit antisemitischen und rechtsnationalen Ideen zu verbinden suchte. Schon in den Jahren seiner wissenschaftlichen Tätigkeit fühlte sich Haeuser immer stärker zum Nationalsozialismus und zu Adolf Hitler hingezogen. Seit 1931 schrieb Haeuser regelmäßig für die NS-Landpost unter dem Pseudonym „Siegfried“. Seine nationalsozialistische und zunehmend auch antikatholische Einstellung brachte ihn jedoch immer mehr in Gegensatz zur kirchlichen Führung. Vor allem Kardinal Michael von Faulhaber kritisierte Haeuser, erteilte ihm Redeverbote und versuchte mehrmals, ihn exkommunizieren zu lassen. Dies wusste allerdings Haeusers Studienfreund, der spätere Weihbischof Franz Xaver Eberle, zu verhindern. Joseph Kumpfmüller erteilte Haeuser ein Redeverbot in nationalsozialistischen Versammlungen. In der katholischen Presse wurde die Entscheidung Kumpfmüllers mit folgenden Worten gerechtfertigt: „Der Bischof von Augsburg hat Dr. Haeuser ... in erster Linie deswegen das Auftreten in nationalsozialistischen Versammlungen verboten, weil es heute, nachdem man in ganz Deutschland den Nationalsozialismus als ein Element der Unordnung, der Gewalttätigkeit und als Feind katholischer Interessen erkannt hat, einfach ein Skandal ist, wenn sich ein katholischer amtierender Pfarrer zu Hakenkreuzlertum öffentlich bekennt. Ein solches Ärgernis kann der Bischof des betreffenden Herrn nicht zulassen, ohne seine Pflicht als Bischof zu vernachlässigen.“ Haeuser, weiterhin überzeugter Nationalsozialist, versuchte nach der Machtergreifung Mitglied der NSDAP zu werden und suchte deshalb den Kontakt mit Rudolf Heß. Dieser riet ihm jedoch, sich aus Rücksicht auf die katholische Kirchenführung zunächst zurückzuhalten. Haeuser wurde statt des Parteibeitritts als Ehrengast zum Nürnberger Reichsparteitag 1939 eingeladen, wo ihm von Hitler persönlich das „Gedenkzeichen in Silber“ überreicht wurde.
In der Zeit des Nationalsozialismus veröffentlichte Haeuser weitere Schriften, die etwa christliche Motive nationalsozialistisch umdeuteten, so etwa in Der Kämpfer Jesus. Für suchende und ringende deutsche Menschen (unter dem Pseudonym P. Willibald; Schöberl-Verlag, Stuttgart 1937), wo er die Rolle Jesu pervertierte, indem er ihn nicht als Pazifisten, als Lamm darstellte, sondern als nationalen Kämpfer.
Nach Kriegsende wurden Haeusers Schriften Jud und Christ oder Wem gebührt die Weltherrschaft? (Verlagsanstalt vorm. G. J. Manz, Regensburg 1923) und Kampfgeist gegen Pharisäertum (Franz-Eher-Verlag, München 1931) in der Sowjetischen Besatzungszone auf die Liste der auszusondernden Literatur gesetzt.